# Tacabro
Tacabro war ein italienisches Dance-Trio, das anfangs nur aus den beiden DJs und Produzenten Mario Romano und Salvatore „Salvo“ Sapienza bestand, bis 2012 Raúl Rodríguez Martínez (auch als Ruly MC bekannt) nach mehreren Kollaborationen dem Projekt beitrat.

## Karriere
Romano und Sapienza wurden beide in Catania in Sizilien geboren, wo sie auch heute noch leben. Sie arbeiteten zunächst in den Diskotheken von Catania als DJs und Remixer, bis sie im Sommer 2008 beschlossen, eigene Songs unter ihrem früheren Namen Romano & Sapienza aufzunehmen. Die Debüt-Single des Duos erschien im Herbst 2008 und trug den Namen Judas Messing. Sie wurde vom Plattenlabel Hollister Records veröffentlicht. Zwei Jahre später machten sie mit der Single La Partita Di Pallone erneut auf sich aufmerksam. Der Song wurde mit Rita Pavone aufgenommen.
Martínez Rodríguez wurde in Havanna auf Kuba geboren und kam 2002 ins italienische Turin. Dort begann er, als Sänger und Tänzer in verschiedenen Latinclubs unter seinem Künstlernamen Ruly MC zu arbeiten.
Seit 2011 nahmen sie als Trio viele Songs auf. Darunter waren die beiden Club-Hits Mujeres und I Like Reggaeton und die schließlich internationale Bekanntheit erreichende Single Tacatà. Im Mai 2012 trat Rodríguez dem Projekt bei, und sie benannten sich in Tacabro um.
Im Juni 2012 erschien Tacatà auch außerhalb Italiens, jedoch nicht mehr unter dem Namen Romano & Sapienza feat. Rodriguez, sondern unter ihrem aktuellen Bandnamen Tacabro.
Tacatà wurde zu einem großen Hit in ganz Europa. Die Single konnte in mehreren Ländern die Chartspitze erreichen. Darunter waren Dänemark, Österreich, Frankreich und die Schweiz. Tacatà erreichte in den deutschen Single-Charts Platz 5 und stieg bis auf Platz 2 der offiziellen iTunes-Charts. Auch in den World Charts war das Stück vertreten und erreichte dort den 37. Platz. In Italien erreichte Tacatà im April 2012 Platin-Status.
Im Herbst 2012 veröffentlichten sie den Song Asi Asi als Single, der allerdings noch nicht die Charts erreichen konnte.

## Diskografie

### Alben
| Jahr | Titel Musiklabel            | Höchstplatzierung, Gesamtwochen, AuszeichnungChartplatzierungen (Jahr, Titel, Musiklabel, Platzierungen, Wochen, Auszeichnungen, Anmerkungen) | Höchstplatzierung, Gesamtwochen, AuszeichnungChartplatzierungen (Jahr, Titel, Musiklabel, Platzierungen, Wochen, Auszeichnungen, Anmerkungen) | Höchstplatzierung, Gesamtwochen, AuszeichnungChartplatzierungen (Jahr, Titel, Musiklabel, Platzierungen, Wochen, Auszeichnungen, Anmerkungen) | Höchstplatzierung, Gesamtwochen, AuszeichnungChartplatzierungen (Jahr, Titel, Musiklabel, Platzierungen, Wochen, Auszeichnungen, Anmerkungen) | Anmerkungen                              |
| Jahr | Titel Musiklabel            | DE | AT | CH | IT | Anmerkungen                              |
| ---- | --------------------------- | --- | --- | --- | --- | ---------------------------------------- |
| 2012 | Ritmo de la Calle Universal | — | — | — | — | Erstveröffentlichung: 14. September 2012 |

### Singles
| Jahr | Titel Album              | Höchstplatzierung, Gesamtwochen, AuszeichnungChartplatzierungen (Jahr, Titel, Album, Platzierungen, Wochen, Auszeichnungen, Anmerkungen) | Höchstplatzierung, Gesamtwochen, AuszeichnungChartplatzierungen (Jahr, Titel, Album, Platzierungen, Wochen, Auszeichnungen, Anmerkungen) | Höchstplatzierung, Gesamtwochen, AuszeichnungChartplatzierungen (Jahr, Titel, Album, Platzierungen, Wochen, Auszeichnungen, Anmerkungen) | Höchstplatzierung, Gesamtwochen, AuszeichnungChartplatzierungen (Jahr, Titel, Album, Platzierungen, Wochen, Auszeichnungen, Anmerkungen) | Anmerkungen                                                                |
| Jahr | Titel Album              | DE | AT | CH | IT | Anmerkungen                                                                |
| ---- | ------------------------ | --- | --- | --- | --- | -------------------------------------------------------------------------- |
| 2012 | Tacatà Ritmo de la Calle | — | — | CH67 (3 Wo.)CH | IT4 ×2Doppelplatin · (8 Wo.)IT | Erstveröffentlichung: 5. Januar 2012 als Romano & Sapienza feat. Rodriguez |
| 2012 | Tacatà Ritmo de la Calle | DE4 Platin · (28 Wo.)DE | AT1 (19 Wo.)AT | CH1 ×2Doppelplatin · (26 Wo.)CH | — | Erstveröffentlichung: 1. Juni 2012 als Tacabro                             |

Weitere Singles
- 2008: Judas Brass (als Romano & Sapienza)
- 2011: Mujeres (als Romano & Sapienza)
- 2011: I Like Reggaeton (als Romano & Sapienza)
- 2012: Yeah Yeah Yeah (2012-Version von Mujeres)
- 2012: I Love Reggaeton (2012-Version von I Like Reggaeton)
- 2012: Asi Asi
- 2012: Ritmo De La Calle
- 2013: Tic Tic Tac (vs. Orchestra Bagutti feat. Prado Grau)
- 2014: I Love Girls (vs. Dj Matrix feat. Kenny Ray)

## Auszeichnungen für Musikverkäufe
| Goldene Schallplatte - Belgien - 2012: für die Single Tacatà - Dänemark - 2012: für die Single Tacatà - Niederlande - 2012: für die Single Tacatà | Platin-Schallplatte - Schweden - 2012: für die Single Tacatà - Spanien - 2012: für die Single Tacatà 2× Platin-Schallplatte - Dänemark - 2012: für das Streaming Tacatà |

Anmerkung: Auszeichnungen in Ländern aus den Charttabellen bzw. Chartboxen sind in ebendiesen zu finden.
| Land/RegionAuszeichnungen für Musikverkäufe (Land/Region, Auszeichnungen, Verkäufe, Quellen) | Gold     | Platin     | Verkäufe | Quellen              |
| -------------------------------------------------------------------------------------------- | -------- | ---------- | -------- | -------------------- |
| Belgien (BRMA)                                                                               | Gold1    | —          | 15.000   | ultratop.be          |
| Dänemark (IFPI)                                                                              | Gold1    | 2× Platin2 | 15.000   | ifpi.dk              |
| Deutschland (BVMI)                                                                           | —        | Platin1    | 300.000  | musikindustrie.de    |
| Finnland (IFPI)                                                                              | —        | —          | 4.582    | ifpi.fi              |
| Italien (FIMI)                                                                               | —        | 2× Platin2 | 60.000   | fimi.it              |
| Niederlande (NVPI)                                                                           | Gold1    | —          | 10.000   | nvpi.nl              |
| Spanien (Promusicae)                                                                         | —        | Platin1    | 40.000   | elportaldemusica.es  |
| Schweden (IFPI)                                                                              | —        | Platin1    | 40.000   | sverigetopplistan.se |
| Schweiz (IFPI)                                                                               | —        | 2× Platin2 | 60.000   | hitparade.ch         |
| Insgesamt                                                                                    | 3× Gold3 | 9× Platin9 |          |                      |